# Geneviève Robic-Brunet
Geneviève Robic-Brunet, née le 13 avril 1959 à Montréal, est une coureuse cycliste canadienne, spécialiste de la course sur route.
Avec Marie-Claude Audet, elle est une des figure dominantes du cyclisme féminin sur route au Canada pendant les années 1980.   

## Carrière
Geneviève Robic-Brunet commence à attirer l'attention en août 1980 alors qu'elle  monte sur la troisième marche du podium au 40 km contre-la-montre individuel lors des championnats cyclistes canadiens sur route.  En 1981, à Prague, elle dispute le championnat du monde féminin de cyclisme sur route et termine en cinquante-troisième position.
En 1984, elle participe aux Jeux olympiques d'été de 1984 à Los Angeles, la première Olympiade où le cyclisme féminin est au programme.  Elle se classe 22e de la course en ligne féminine de cyclisme sur route, à 2 minutes et 48 secondes de la gagnante, l'Américaine Connie Carpenter.
Elle termine 4e de la même épreuve aux Jeux olympiques d'été de 1988 à Séoul devant la Française Jeannie Longo et l'Italienne Maria Canins.  C'est la Néerlandaise Monique Knol qui remporte la Médaille d'or.  Au Canada, l'exploit de Geneviève Brunet est cependant éclipsé par la disqualification de Ben Johnson.  
Elle prend également la cinquième place au classement final du Tour cycliste féminin de Norvège en 1985 et remporte la Cat's Hill Classic en 1987.
Elle est sacrée championne du Canada de course en ligne en 1984 et 1987.
En 1989, peu de temps après une participation à une compétition à Montréal, elle annonce qu'elle souffre de maux de dos persistants qui la forcent à quitter la compétition.